# Астана
Астана (каз. Астана / Astana, рус. Астана; раније Нур Султан, каз. Нұр-Сұлтан / Nur-Sultan, рус. Нур-Султан), главни је град Казахстана од 1997. године. Иако се налазио у срцу Казахстана, град дуго није био од већег значаја. Године 1997. председник Нурсултан Назарбајев га је прогласио за нову престоницу уместо тадашњег града Алматија. Према процени из 2023. у граду је живело 1.423.726 становника. По томе је Астана други град по величини у Казахстану, после Алматија.
У марту 2019, донета је одлука о преименовању Астане у „Нур Султан”, по Нурсултану Назарбајеву. Ранија имена града су била Акмолинск (каз. Ақмолинск, рус. Акмолинск; 1830—1961), Целиноград (каз. и рус. Целиноград; 1961—1991), Акмола (каз. Ақмола, рус. Акмола; 1991—1998), Астана (каз. и рус. Астана; 1998—2019) и Нур Султан (каз. Нұр-Сұлтан, рус. Нур-Султан; 2019—2022). Године 2022. донета је одлука да се Нур Султану врати старо име „Астана”.
Град лежи у пространој области степа на реци Ишим. Клима у граду је изразито континентална. Просечне зимске температуре су –15 °C, а изузетно могу да падну до -40 °C. Највише летње температуре прелазе 35 °C.
Разлози за премештање престонице у Астану били су разни: опасност од земљотреса у Алматију, близина Алматија државној граници (Киргистан, 30 km), тежња власти да се ослободи утицаја традиционалних кланова... Астана је такође нудила равномернији економски и демографски развој целе државе, у коме је развој севера био релативно запостављен.
Последњих година град је доживео нагли економски развој, изградњу и досељавање нових становника. Стари део града је северно од реке, док су новије четврти на југу. Изградња дипломатског насеља, зграда владе и уређење обала реке би требало да буде комплетирано до 2030. Планове за изградњу нових градских четврти израдио је јапански архитект Кишо Курокава. Децембра 2006. откривени су планови да се у Астани изгради дивовски провидни шатор под именом „Кан шатири“, висок 150 m, који би покривао део града. Архитекта овог пројекта је Норман Фостер.
Модерна Астана је планирани град, попут Бразилије у Бразилу, Канбере у Аустралији, Вашингтона у Сједињеним Државама и других планираних престоница. Након што је Астана постала престоница Казахстана, град је знатно променио свој облик. Главни план Астане је дизајнирао јапански архитекта Кишо Курокава. Као седиште владе Казахстана, Астана је место у коме се налази зграда парламента, врховни суд, председничка палата и бројна владина одељења и агенције. Она је дом многих футуристичких зграда, хотела и небодера. Астана има екстензивни здравствени, спортски и образовни систем.
Астана има међународни аеродром удаљен 15 km јужно од центра (ознака TSE). Нови аеродром се планира западно од града.

## Географија

### Клима
Астана је други најхладнији главни град на свету, након Улан Батора, главног града Монголије, што је позиција којује раније држала канадска престоница, Отава, док Астана није стекла статус главног града 1997.
Астана има влажну континенталну климу. Просечна годишња температура у Астани је 3,5 °C. Јануар је најхладнији месец са просечном температуром од -14,2 °C, док је јули најтоплији с просечном температуром од 20,8 °C. Летње температуре повремено достижу 35 °C, а зими температура пада и до -35 °C.
| Клима Астане                    | Клима Астане  | Клима Астане | Клима Астане  | Клима Астане  | Клима Астане | Клима Астане | Клима Астане | Клима Астане | Клима Астане | Клима Астане  | Клима Астане  | Клима Астане  | Клима Астане  |
| Показатељ \ Месец               | .Јан.         | .Феб.        | .Мар.         | .Апр.         | .Мај.        | .Јун.        | .Јул.        | .Авг.        | .Сеп.        | .Окт.         | .Нов.         | .Дец.         | .Год.         |
| ------------------------------- | ------------- | ------------ | ------------- | ------------- | ------------ | ------------ | ------------ | ------------ | ------------ | ------------- | ------------- | ------------- | ------------- |
| Апсолутни максимум, °C (°F)     | 3,4 (38,1)    | 4,8 (40,6)   | 22,1 (71,8)   | 29,7 (85,5)   | 35,7 (96,3)  | 40,1 (104,2) | 41,6 (106,9) | 38,7 (101,7) | 36,2 (97,2)  | 26,7 (80,1)   | 18,5 (65,3)   | 4,5 (40,1)    | 41,6 (106,9)  |
| Максимум, °C (°F)               | −9,9 (14,2)   | −9,2 (15,4)  | −2,5 (27,5)   | 10,9 (51,6)   | 20,2 (68,4)  | 25,8 (78,4)  | 26,8 (80,2)  | 25,2 (77,4)  | 18,8 (65,8)  | 10,0 (50)     | −1,4 (29,5)   | −8,0 (17,6)   | 8,9 (48)      |
| Просек, °C (°F)                 | −14,2 (6,4)   | −14,1 (6,6)  | −7,1 (19,2)   | 5,2 (41,4)    | 13,9 (57)    | 19,5 (67,1)  | 20,8 (69,4)  | 18,8 (65,8)  | 12,3 (54,1)  | 4,6 (40,3)    | −5,4 (22,3)   | −12,1 (10,2)  | 3,5 (38,3)    |
| Минимум, °C (°F)                | −18,3 (−0,9)  | −18,5 (−1,3) | −11,5 (11,3)  | 0,2 (32,4)    | 7,9 (46,2)   | 13,2 (55,8)  | 15,0 (59)    | 12,8 (55)    | 6,6 (43,9)   | 0,2 (32,4)    | −8,9 (16)     | −16,1 (3)     | −1,5 (29,3)   |
| Апсолутни минимум, °C (°F)      | −51,6 (−60,9) | −48,9 (−56)  | −38,0 (−36,4) | −27,7 (−17,9) | −10,8 (12,6) | −1,5 (29,3)  | 2,3 (36,1)   | −2,2 (28)    | −8,2 (17,2)  | −25,3 (−13,5) | −39,2 (−38,6) | −43,5 (−46,3) | −51,6 (−60,9) |
| Количина падавина, mm (in)      | 16 (0,63)     | 15 (0,59)    | 18 (0,71)     | 21 (0,83)     | 35 (1,38)    | 37 (1,46)    | 50 (1,97)    | 29 (1,14)    | 22 (0,87)    | 27 (1,06)     | 28 (1,1)      | 22 (0,87)     | 320 (12,6)    |
| Дани са кишом                   | 2             | 2            | 5             | 9             | 15           | 13           | 15           | 13           | 12           | 10            | 7             | 3             | 106           |
| Дани са снегом                  | 25            | 23           | 19            | 6             | 1            | 0,1          | 0            | 0            | 1            | 7             | 18            | 24            | 124           |
| Релативна влажност, %           | 78            | 77           | 79            | 64            | 54           | 53           | 59           | 57           | 59           | 68            | 80            | 79            | 67            |
| Сунчани сати — месечни просек   | 103           | 147          | 192           | 238           | 301          | 336          | 336          | 294          | 230          | 136           | 100           | 94            | 2.507         |
| Извор #1: Pogoda.ru.net         |               |              |               |               |              |              |              |              |              |               |               |               |               |
| Извор #2: NOAA (sun, 1961–1990) |               |              |               |               |              |              |              |              |              |               |               |               |               |

## Историја
Астанаа је основана 1830. као база руске војске, а 1868. постао је административни центар за тај крај. Кад је 1939. број становника нарастао на 33.000, град је постао центар области. Улога града нарасла је средином 1950-их за време совјетске кампање насељавања ненасељених крајева. Тада је име града промењено у „Целиноград”, а постао је административни центар читаве регије у коју су ушле пет северних области тадашње Казашке ССР. Град се у то време убрзано развио, па су тад основани и бројни факултети (медицински, грађевински, агрономски, педагошки) и научно истраживалачки институти.
Након што је Казахстан стекао независност 1992. године, први корак нове власти била је промена имена града, па је он преименован у „Акмола”, што на казашком значи „Бели гроб”. Међутим, већ 1994. одлучено је да се у Акмолу преселе све владине установе а тај процес је довршен 1997. године. Годину дана касније граду је дато име „Астана”. Град је 2019. године добио име „Нур Султан” који је носио свега три године када му је враћено име „Астана”.

## Становништво
Према процени, у граду је 2010. живело 684.479. становника. У септембру 2017. године, популација Астане је била 1.029.556; што је двоструко више од оне из 2002. од 493.000.
| 1979.    | 1989.    | 1999.    | 2010.    | 2013.    |
| -------- | -------- | -------- | -------- | -------- |
| 233.638. | 277.365. | 312.965. | 684.479. | 808.429. |

## Партнерски градови
- Измир
- Гдањск
- Санкт Петербург
- Тбилиси
- Рига
- Анкара
- Варшава
- Бангкок
- Казањ
- Манила
- Сеул
- Аман
- Пекинг
- Ханој
- Уфа
- Бишкек
- Оулу
- Ница
- Загреб